# Gavilán
Gavilán (Gabilán), pleme američkih Indijanaca u kasnom 17. stoljeću naseljeno području Bolsón de Mapimí u meksičkim državama Coahuila i Chihuahua. Ovo pleme prelazilo je i prijeko rijeke Rio Grande u [Teksas]. Nešto njihovih pripadnika popisano je na misiji San Antonio de Valero. John Reed Swanton vodi ih kao jedno od Coahuiltecan plemena, a Jack D. Forbes predočuje argumente da su govorili jezikom porodice Juto-Asteci. 

## Vanjske poveznice
- Gavilán Indians